# 함평 예덕리 고분군
함평 예덕리 고분군(咸平 禮德里 古墳群)은 대한민국 전라남도 함평군 월야면 예덕리에 있는 고분군이다. 1981년 10월 20일 전라남도의 기념물 제55호로 지정되었다.

## 개요
예덕 저수지와 용암 저수지 사이에 있는 연정재에서 동으로 흘러내린 낮은 구릉에 위치한 무덤들이다.
현재 12기의 무덤이 남아있으나 10여 년전 개간 당시 많은 무덤들이 사라졌다고 한다. 이 무덤들은 그 배치상태에 있어서 다른 무덤들과는 다른 모습을 하고 있다.
남북 또는 동서로 축을 두고 3개씩 무리지어 가지런히 붙어 있는데, 이러한 배치상태로 앞이 네모나고 뒤가 둥근 전방후원무덤 형태로 보는 견해도 있다. 주변에서는 대형항아리관조각들이 수습되어 이 무덤들을 4∼5세기에 걸치는 백제의 독무덤(옹관묘)으로 보고 있으나 정확한 학술조사가 없어 무덤의 형태나 내부구조에 대한 확실한 정보는 알 수 없다.
함평 예덕리 무덤들은 영산강 하류의 독무덤 분포지역에 속하는 곳으로 무덤연구에 중요한 곳이다.

## 참고 자료
- 함평예덕리고분군 - 국가유산청 국가유산포털